# 말레이시아-싱가포르 세컨드 링크
말레이시아-싱가포르 세컨드 링크(영어: Malaysia–Singapore Second Link, 말레이어: Laluan Kedua Malaysia–Singapura, 중국어: 马新第二通道)는 말레이시아의 조호르와 싱가포르의 투아스 지역을 연결하는 왕복 6차로의 거더교다. 기존에 싱가포르와 말레이시아를 연결하는 유일한 육로였던 조호르-싱가포르 코즈웨이가 교통량 증가로 포화 상태에 이르자 양국 정부가 1994년에 새로운 육로인 말레이시아-싱가포르 세컨드 링크를 구축하기로 합해 지어졌다.